# Psittacara
Psittacara – rodzaj ptaków z podrodziny papug neotropikalnych (Arinae) w obrębie rodziny papugowatych (Psittacidae).

## Rozmieszczenie geograficzne
Rodzaj obejmuje gatunki występujące w Ameryce.

## Morfologia
Długość ciała 26–40 cm; masa ciała 78–275 g.

## Systematyka
Rodzaj zdefiniował w 1825 roku irlandzki zoolog Nicholas Aylward Vigors w artykule poświęconym szkicom z ornitologii, czyli obserwacją dotyczącą głównych pokrewieństw niektórych z bardziej rozległych grup ptaków, opublikowanym w czasopiśmie The Zoological journal. Gatunkiem typowym jest (oryginalne oznaczenie) szmaragdolotka białooka (P. leucophthalmus).

### Etymologia
- Psittacara: zbitka wyrazowa nazw rodzajowych: Psittacula Cuvier, 1800 (aleksandretta) oraz Ara Lacépède, 1799 (ara)[6].
- Maracana: nazwa Maracanā oznaczająca w tupi ‘żujący korę’ dla ar[7]. Gatunek typowy (późniejsze oznaczenie)[8]: Psittacus leucophthalmus Statius Müller, 1776.
- Evopsitta: epitet gatunkowy Sittace euops Wagler, 1832; nowołac. psitta ‘papuga’[9]. Gatunek typowy (późniejsze oznaczenie)[8]: Sittace euops Wagler, 1832.
- Protoconurus: gr. πρωτο- prōto- ‘pierwszy, przed’; rodzaj Conurus Kuhl, 1820 (konura)[10]. Gatunek typowy (oznaczenie monotypowe): †Protoconurus roosevelti Spillman, 1942.

### Podział systematyczny
Takson wyodrębniony na podstawie danych sekwencji DNA z Aratinga. Do rodzaju należą następujące gatunki:
- Psittacara frontatus (Cabanis, 1846) – szmaragdolotka peruwiańska
- Psittacara mitratus (von Tschudi, 1844) – szmaragdolotka maskowa
- Psittacara finschi (Salvin, 1871) – szmaragdolotka czerwonoczelna
- Psittacara wagleri (G.R. Gray, 1845) – szmaragdolotka andyjska
- Psittacara leucophthalmus (Statius Müller, 1776) – szmaragdolotka białooka
- Psittacara erythrogenys Lesson, 1844 – szmaragdolotka krasnolica
- Psittacara euops (Wagler, 1832) – szmaragdolotka kubańska
- Psittacara chloropterus Souancé, 1856 – szmaragdolotka haitańska
- Psittacara maugei Souancé, 1856 – szmaragdolotka portorykańska – takson wymarły[13]
- Psittacara holochlorus (P.L. Sclater, 1859) – szmaragdolotka meksykańska
- Psittacara brevipes (Lawrence, 1871) – szmaragdolotka wyspowa
- Psittacara strenuus (Ridgway, 1915) – szmaragdolotka pacyficzna
- Psittacara labati (Rothschild, 1905) – szmaragdolotka białodzioba – takson wymarły[14]